# Santa María del Campo Rus
Santa María del Campo Rus ist eine Gemeinde (Municipio) und ein Dorf mit 525 Einwohnern (Stand: 2024) in der Provinz Cuenca in der Autonomen Region Kastilien-La Mancha. 

## Lage
Santa María del Campo Rus liegt etwa 60 Kilometer südsüdwestlich von Cuenca in einer Höhe von ca. 795 m. 

## Bevölkerungsentwicklung
| 1970 | 1981 | 1991 | 2001 | 2011 | 2021 |
| ---- | ---- | ---- | ---- | ---- | ---- |
| 1970 | 1329 | 952  | 773  | 686  | 540  |

## Sehenswürdigkeiten

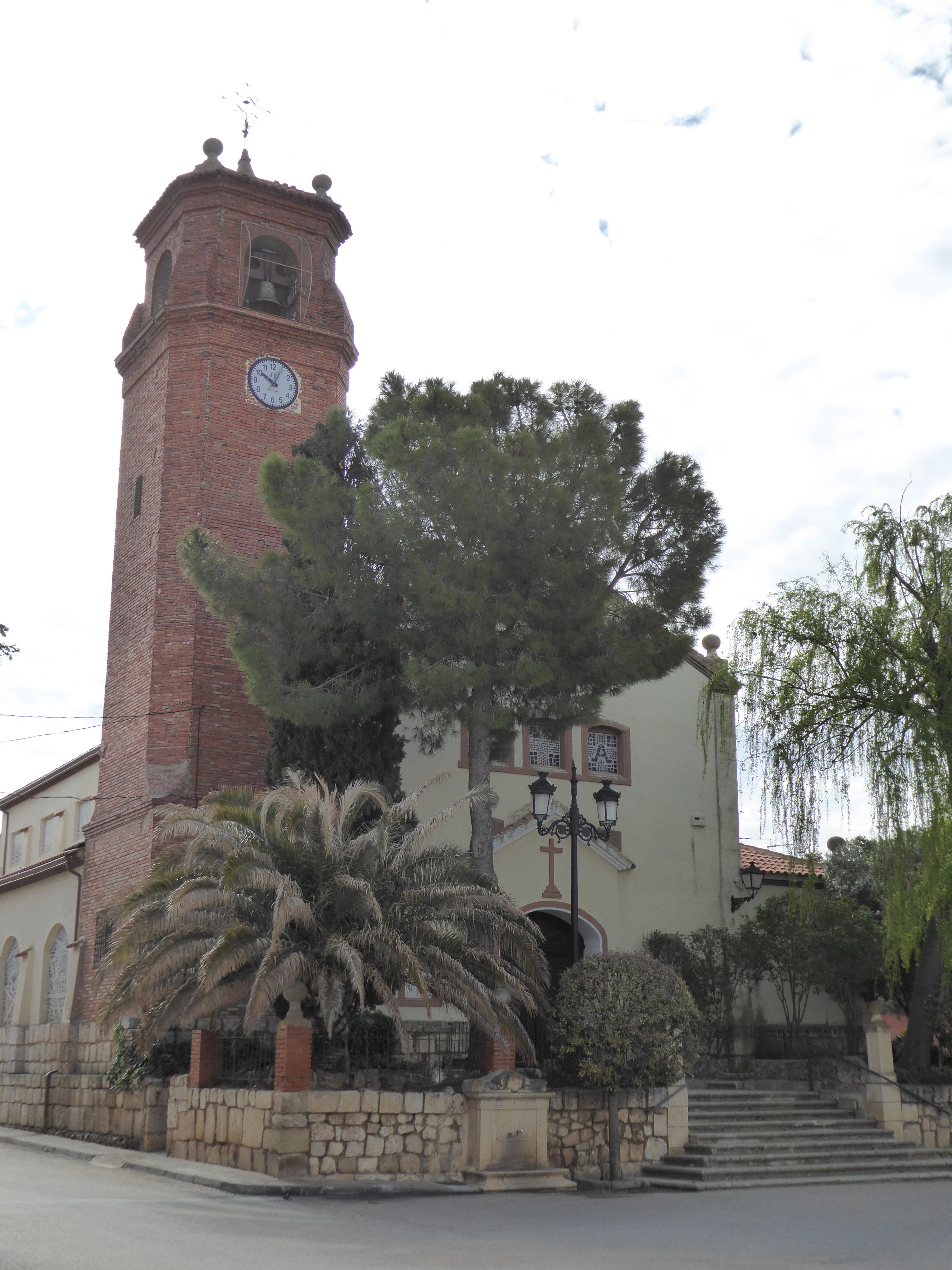
Marienkirche
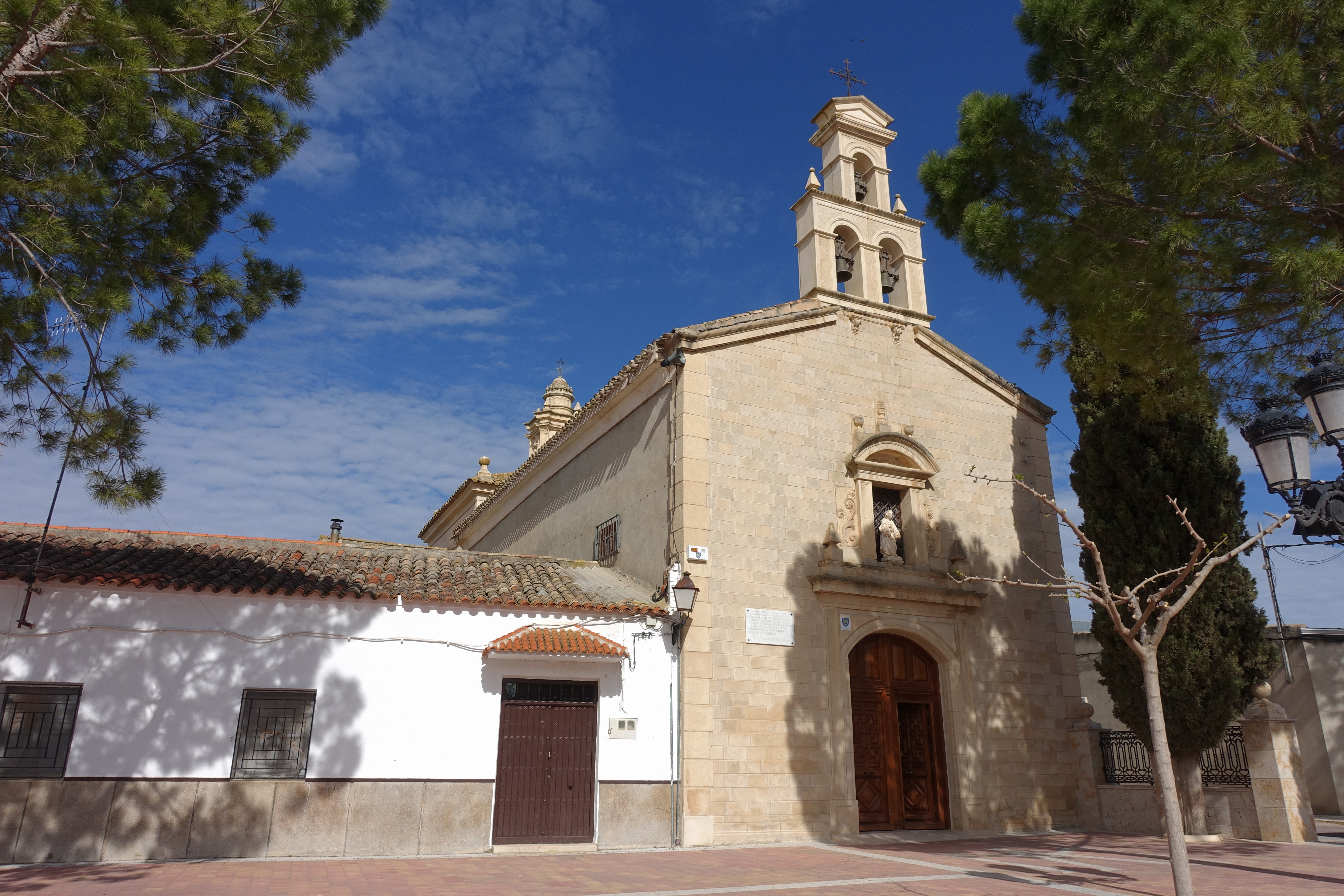
Marienkapelle
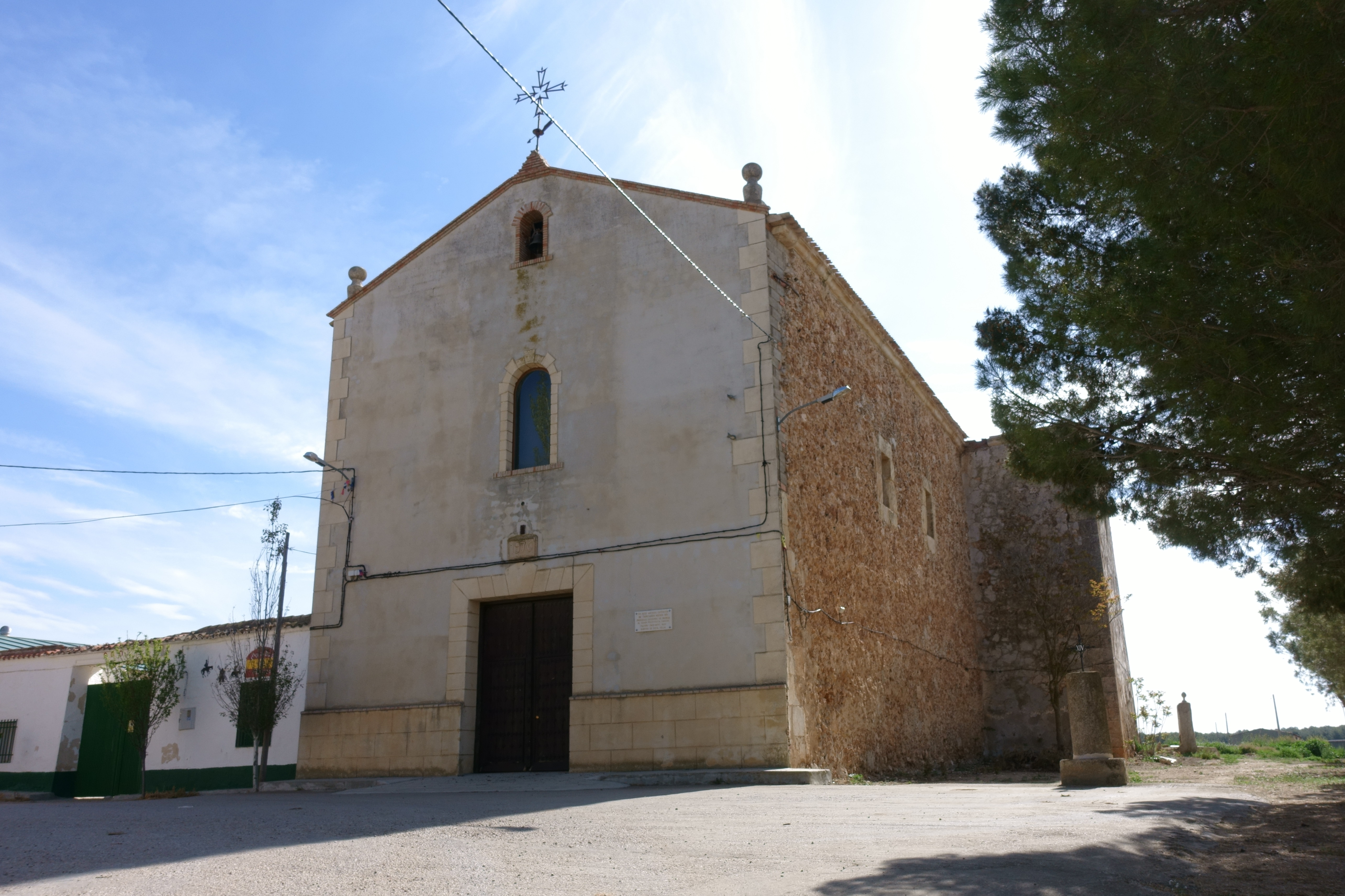
Dreifaltigkeitskonvent
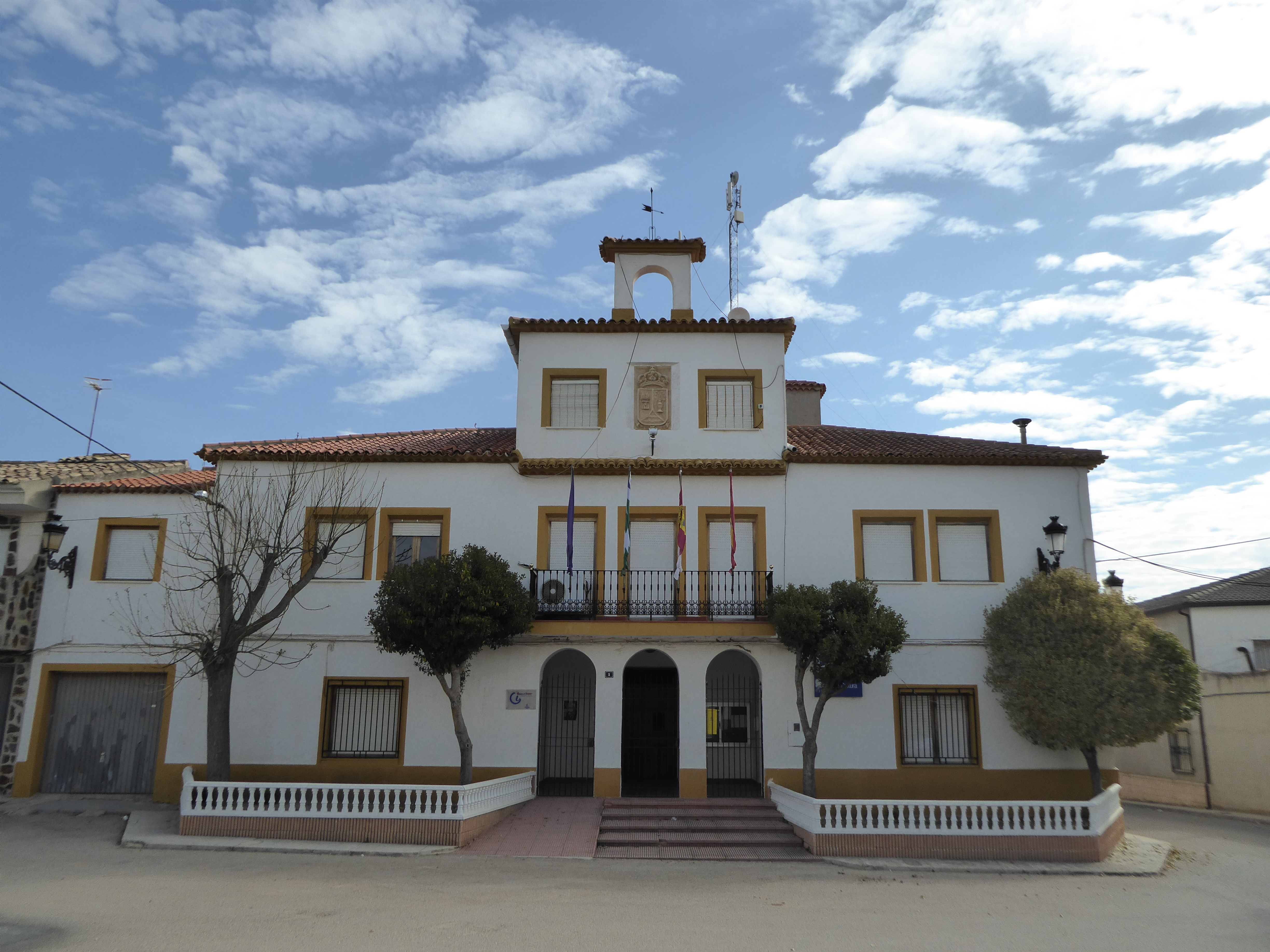
Rathaus

- Marienkirche
- Marienkapelle
- Dreifaltigkeitskonvent
- Rathaus